# Haveri (huyện)
Huyện Haveri là một huyện thuộc bang Karnataka, Ấn Độ. Thủ phủ huyện Haveri đóng ở Haveri. Huyện Haveri có diện tích 4825 ki lô mét vuông. Đến thời điểm năm 2001, huyện Haveri có dân số 1437860 người.